# ボトムブラケット

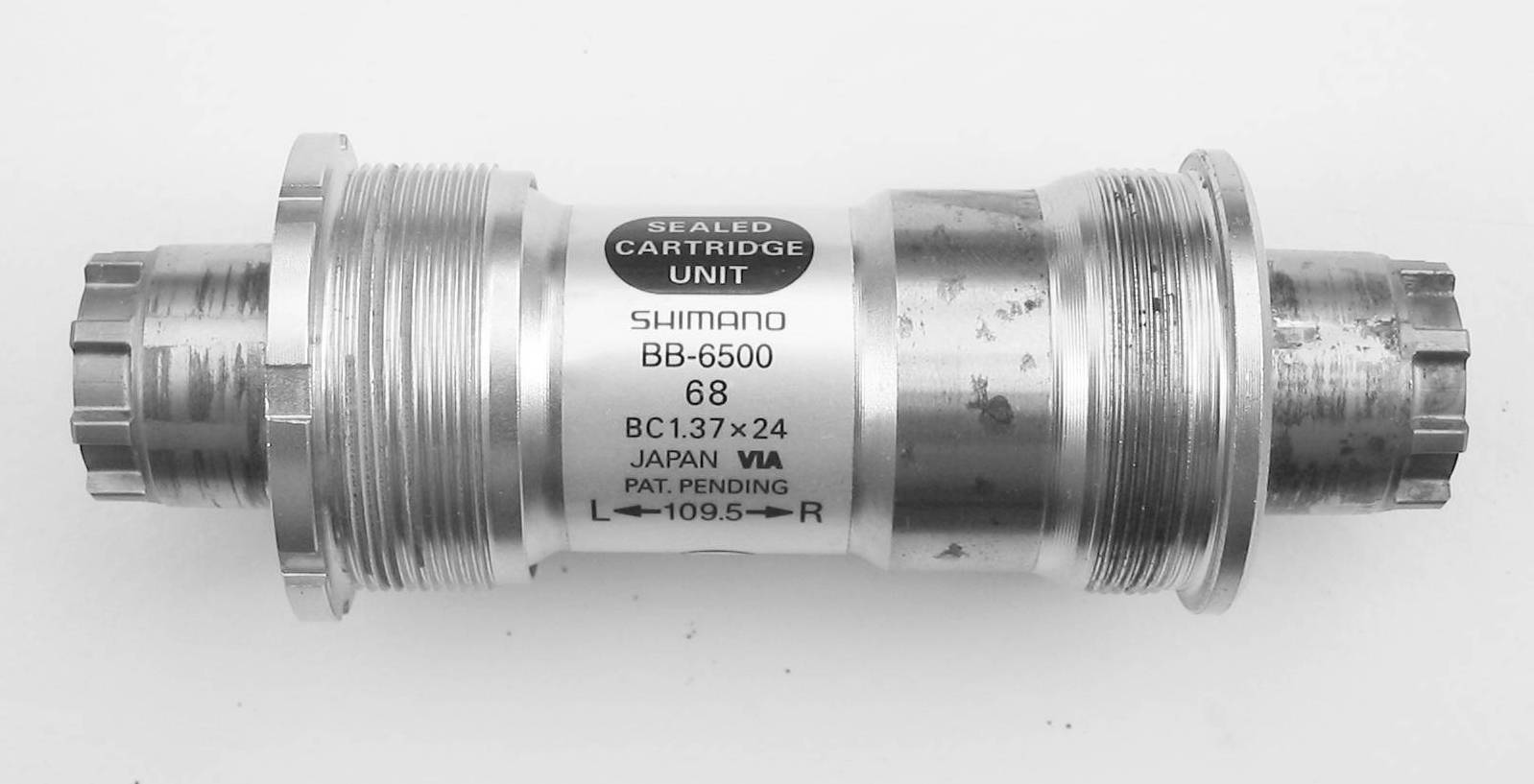
ロードバイクのBBユニット（オクタリンク規格のシマノ・アルテグラ）

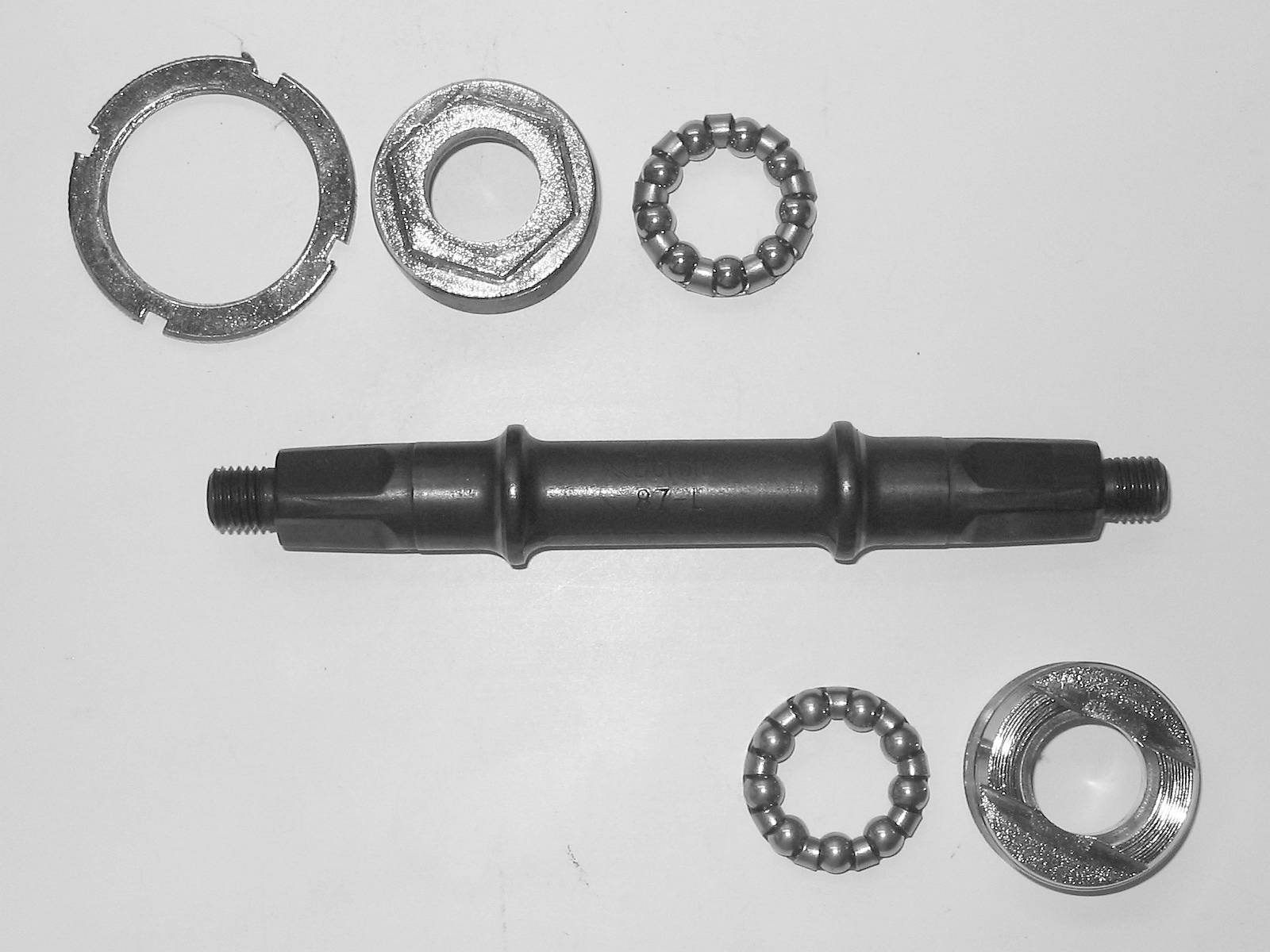
カップ＆コーン型軸受（クランク嵌合部スクエアテーパー式）の部品群

ボトムブラケット（英: bottom bracket）は自転車のクランク軸周辺に用いられる部品。略してBB（ビービー）とも呼ぶ。フレームのいわゆる前三角と後三角の下側の接合部分で、この部分には直径4 cm弱・長さ7 cm程度のパイプを横向きに接合する。このパイプがボトムブラケットシェルである。大きな力を受ける部分であることから自転車部品の中では精度と剛性を求められる要素のひとつである。
ボトムブラケットシェルの内部は、伝統的にはカップ＆コーン型軸受のコーンを兼ねるクランク軸とボールベアリング、玉受けのカップから成るが、近年はクランク軸とシールドベアリングを分解不可能なユニットとし、そのユニットをカバー状のカップでシェルに固定するようにしたものが多く、この「カートリッジ」などと呼ばれるユニットを指してボトムブラケットと称することも多い。高級コンポーネントではさらにクランク軸をクランクと一体化し、ベアリング側を専用のモジュールにしているものもあるが、標準化が進んでおらず、シマノ「ホローテック」・カンパニョーロ「ウルトラトルク」など、メーカーごとにそれぞれの名称で呼んでいる。このモジュール自体は従来型と同様にネジ込み式であったが、さらに2000年前後から、ネジではなく圧入式としたフレームとモジュールが各ブランドの一部製品で採用され始め、乱立の傾向がさらに増した上、その多くが高級モデルで一部の軽量なフレームでは強度的にギリギリの所へ圧入によるストレスが常時かかることもあり、その後従来タイプへの回帰なども見られる。
アメリカの古い自転車の一部やBMXでは、ワンピースクランクという、左右のクランクとクランク軸が全て一体のものもある。クランクのコーナー部分は、通しやすいよう曲げた形になっているが、片方のクランクを通せるようボトムブラケットシェルは大径で短い、独特のものである。ベアリング（リテーナー付きの場合）と玉受けカップはペダルを外してクランクを通して装着する。
手でクランクを回した時には全く異常がないのに、力を入れて漕ぐと1周に1回ほど、ボトムブラケット付近から「コン」という何かが当たっているような異音がするトラブルがある。これは、スクエアテーパー式のクランクの取り付けがゆるんでいるために、力をかけるたびに嵌め合いがズレるために発生するものである。この場合、締め付けに特殊工具が必要なこともある。
近年は、全く別の構造として内装変速ギヤモジュールを組込んだシステムや、シートチューブ中にモーターを埋め込みボトムブラケットシェル中のベベルギアでクランク軸の回転をアシストするシステムなどもあり、後者は2016年1月末に競技での不正使用が疑われる事件があった。
フレーム（自転車）のフレーム番号（車体番号）や生産国はボトムブラケットシェルの底面に表記されることが多い。

## 規格
複数の規格にもとづいたフレームや部品が存在する。最新の機材や古い機材では規格と異なるものも多く、たとえば古いラレーに、ねじのピッチが24山/インチではなく26山であったりシェル幅が76 mmのものがある。ヘッドパーツと同じく取り付けには（高価かつ特殊な）専用工具が必要なものもある。
- ボトムブラケットシェル：規格としてはISO/JIS/BSC（ほぼ同じ）と、イタリアン（カンパニョーロなど）、フレンチなどがある。
  - 幅：68 mmと70 mmと73 mmがある。ISO/JIS/BSCの標準は68 mmだが、マウンテンバイクなどには73 mmも多い。ロードバイクなどでイタリアンは70 mmだが、逆に70 mmでも必ずしもイタリアンとは限らず、一般車などにISO/JIS/BSCのねじで70 mmのものもある。
  - ねじ：ボトムブラケットシェルの両端内側の、カップをねじ込むためのねじ。ISO/JIS/BSCは進行方向右側が逆ねじ。イタリアンは進行方向右側も順ねじ。直径はISO/JIS/BSCが1.370ないし1.375インチ、イタリアンは36ミリ。ピッチはどちらも24山/インチ。
  - ねじではなく圧入タイプもある。
- クランク軸
  - 軸長：シマノのホローテックIIやカンパニョーロのウルトラトルク、FSAのメガエクソ、スギノのダイレクトドライブなど、左右のクランクを直接剛結するタイプは別として、伝統的なクランク軸は左右に突き出た金属棒にクランクを締結する構造となっている。この金属棒の両端の距離が軸長で、組み合わせるクランクセットによって指定の軸長が決まっている。いわゆるチェーンラインを車体中心面と平行にするためには、クランクのオフセットが後輪のスプロケットのそれと一致するよう、クランク軸の進行方向右側への張出しをそれに合ったものにしなければならない。
  - クランクとの嵌合部の形状：クランク軸とクランクを結合する部分には、スクエアテーパー（似ているが微妙に違いがあるものもある。主としてJISと、ISO・イタリアンがある。日本のクランクはほとんどがJISだが、スギノ75のように違うものもあり[5]、カンパニョーロはISOである。他にも微妙な違いの多い[6]オクタリンク、ISIS, パワースプライン、Selecta, OCSなど様々なタイプが存在している。以上は全てコッターレス方式である。古くはくさび（コッターピン）を入れて固定するコッタード方式だった。一般車には比較的後年[いつ?]までコッタード方式が使われた。ピンの頭がクランクから出ているため、ひっかけたりしないようするカバーという部品がコッタード時代にはあった。スクエアテーパーが最初に現れたため、特にスクエアテーパーを指してコッターレスとしていることがある。

このようなバリエーションの多さのため、通常はまず「使用したいクランクセット」を決定し、それに合った規格のクランク軸（近年はベアリングを含むユニットとなっているものが多い）を調達することになる。